# Bagrichthys
Bagrichthys — рід риб з родини Bagridae ряду сомоподібних. Має 7 видів. Тримаються також в акваріумах.

## Опис
Загальна довжина представників цього роду коливається від 28 до 40 см. Статевий диморфізм відображається в довшій довжині верхньощелепних вусів у самців, ніж у самиць. Голова коротка, піднята у задній частині. Очі помірно великі. Рот невеликий, вузький. Щелепа звужена. Зуби дрібні. Тулуб подовжений та стиснутий з боків, особливо у хвостовій частині. Жировий плавець доволі довгий, дугоподібний. Кишки помірно довгі. Хвостовий плавець широкий з сильно подовженими кінцями та доволі великою виїмкою.
Забарвлення коливається від коричневого до чорного з різними відтінками. Деякі мають темні, контрастні смуги.

## Спосіб життя
Зустрічаються в каламутних великих річках з помірною (B. macracanthus, B. majusculus) або швидкою течією. Тримаються глинястого або земляного, рідше мулистого дна. Живляться водними безхребетними, дрібною рибою і комахами, що впали у воду, рослинним детритом.
Для розмноження запливають в затоплені ділянки лісу. Мальки з'являються у серпні.

## Розповсюдження
Поширені у водоймах Таїланду та Індонезії. Зустрічаються також в Малайзії.

## Види
- Bagrichthys hypselopterus
- Bagrichthys macracanthus
- Bagrichthys macropterus
- Bagrichthys majusculus
- Bagrichthys micranodus
- Bagrichthys obscurus
- Bagrichthys vaillantii